# Ark: Survival Ascended
Ark: Survival Ascended es un videojuego de supervivencia, acción y aventuras desarrollado y publicado por Studio Wildcard. Se suponía que el juego se lanzaría en todas las plataformas de próxima generación, pero en cambio se lanzó en acceso anticipado para Windows el 25 de octubre de 2023, Xbox Series S/X el 21 de noviembre de 2023, y PlayStation 5 el 30 de noviembre., 2023.
Es una nueva versión del juego Ark: Survival Evolved de 2015.

## Desarrollo
Ark: Survival Ascended se anunció en marzo de 2023. El primer avance de revelación del juego se mostró durante la presentación de Xbox Partner Preview el 25 de octubre de 2023 y se anunció que el juego se lanzaría el mismo día. El remake incluye una revisión gráfica, que proporciona imágenes, modelos de personajes y entornos mejorados mediante el uso de Unreal Engine 5.
Ark: Survival Ascended está disponible en acceso anticipado e incluye el juego base, una versión remasterizada del DLC Scorched Earth y la posibilidad de jugar el modo Battle Royale. En 2024, está previsto que Survival Ascended reciba las expansiones Aberration, Extinction, Genesis Part 1 y Genesis Part 2 en preparación para el lanzamiento de Ark 2.

## Recepción
La versión de acceso anticipado en Steam ha recibido una gran cantidad de críticas negativas debido a numerosos problemas como fallas del juego, inestabilidad, problemas con el servidor y bajo rendimiento, que incluyen picos de frametime, fallos visuales y bajas velocidades de frame.